# Carpathonesticus biroi
Espèce
Synonymes
- Nesticus biroi Kulczyński, 1895

Carpathonesticus biroi est une espèce d'araignées aranéomorphes de la famille des Nesticidae.

## Distribution
Cette espèce est endémique de Roumanie.

## Publication originale
- Kulczyński, 1895 : Über die Theridioiden der Spinninfauna Ungarns. Mathmatische und naturwissenschaftliche Berichte aus Ungarn, vol. 12, p. 321-338.